# Ballana luxuria
Ballana luxuria är en insektsart som beskrevs av Delong 1964. Ballana luxuria ingår i släktet Ballana och familjen dvärgstritar. Inga underarter finns listade i Catalogue of Life.